# Schmidt Ferenc (politikus, 1935–2016)
Schmidt Ferenc (Tevel, 1935. augusztus 5. – 2016. május 28. előtt) magyar vegyészmérnök, politikus. 1990 és 1994 között MDF-es országgyűlési képviselő.

## Életpályája
Középiskolai tanulmányait Budapesten a Vegyipari Technikumban végezte el 1949 és 1953 között, majd két évig vegyésztechnikusként dolgozott. 1955 és 1957 között a miskolci Nehézipari Műszaki Egyetem gépészmérnöki karának a hallgatója. 1957-ben a Veszprémi Vegyipari Egyetemen folytatta tanulmányait, ahol 1961-ben szerzett diplomát.
1961 és 1988 között a várpalotai, Nagynyomású Kísérleti Intézetben, majd a százhalombattai Szénhidrogénipari Kutató Fejlesztő Intézetben és a pétfürdői Nitroilnál dolgozott. 1988-89-ben a Szénhidrogénipari Intézetnél üzemvezető, 1989-90-ben a Péti Nitrogénműveknél kutatóvegyész. Ugyanitt 1993-ban az igazgatósági tanács tagja, majd felügyelő bizottság elnöke.
Miskolci egyetemi évei alatt résztvevője volt az 1956-os forradalomnak. 1989-ben lépett be a Magyar Demokrata Fórumba. Az ’56-os Szövetség várpalotai szervezetének alapító tagja. 1990-ben Veszprém megye 5. választókörzetében, Várpalotán választották országgyűlési képviselővé. Az 1990–1994 közötti parlamenti ciklusban a környezetvédelmi bizottság tagja volt. 1994-ben képviselőjelölt volt. Több mint 25 éven át szervezte a történelmi megemlékezéseket Várpalotán.

## Családja
Szülei Schmidt Ádám iparos és Denkinger Mária háztartásbeli voltak. 1964-ben vette feleségül Kádi Jolánt. Fia Attila 1967-ben született.

## Díjai
- Magyar Köztársaság Arany Érdemkereszt